# グラマシー・パーク
グラマシー・パーク (Gramercy Park) は、ニューヨーク市マンハッタン区にある私的に運営されている公園である。また、この公園周辺の地区はグラマシーと呼ばれている。
公園の広さは約0.81ヘクタール (2.0エーカー)である。公園の周辺には19世紀から20世紀初頭に建てられたタウンハウスやアパートが立ち並び、グラマシー・パーク歴史地区 (Gramercy Park Historic District) に指定されている。人通りや車の通行量の多いパーク街から1ブロックも離れていないのにもかかわらず、この地域は静かな住宅街となっている。公園の周囲はフェンスで囲まれ、年間使用料を払って入り口の鍵を貸与された周辺住民しか利用できない。ただし、グラマシー・パーク・ホテル (Gramercy Park Hotel) の宿泊客はホテル従業員が付き添うことでこの公園に入ることができる。公園をめぐる道は散歩やジョギングのコースとしてよく利用されている。
「グラマシー・パーク」は公園の周囲の住所として使われている。公園中央から北側方向へ走るレキシントン街側にはニューヨーク市立大学バルーク校がある。
1831年にSamuel B. Rugglesが当時 グラマシー・ファーム（"Gramercy Farm"）と呼ばれていたこの土地を買い取り、グラマシー・スクエア（"Gramercy Square"）を建設した。

## 位置
グラマシー・パークの境界は、南端は東20丁目（この区間はグラマシー・パーク・サウスと呼ばれる）、北端は東21丁目（グラマシー・パーク・ノース）、西端はグラマシー・パーク・ウエスト、および東端はグラマシー・パーク・イーストである。これらの東西端の通りは3番街とパーク・アベニュー・サウスの中間の1ブロック分を占め、公園北側中央からは北にレキシントン・アベニューが、公園南側中央からはアーヴィング・プレイスが伸びる。この公園はレキシントン・アベニューの南端、アーヴィング・プレイスの北端となっている。
グラマシー地区の境界は、南端は14丁目、北端は23丁目、東端は3番街、西端はパーク・アベニュー・サウスである。隣接する地区は、東はフラットアイアン・ディストリクト、南西はユニオン・スクエア、南はイースト・ヴィレッジ、西はスタイベサント・タウンおよびピーター・クーパー・ヴィレッジ、北西はローズ・ヒル、そして北東はキップス・ベイである。
歴史地区の境界は1966年に登録され、1988年に拡張された。右の地図に示すように、その範囲は複雑である。拡張の際には、グラマシー・パーク・イースト、ウエスト、サウス、ノースおよびレキシントン・アベニュー、パーク・アベニュー、アーヴィング・プレイス、東22丁目および19丁目に建つ40の建築物が追加される提案であった。

## ギャラリー

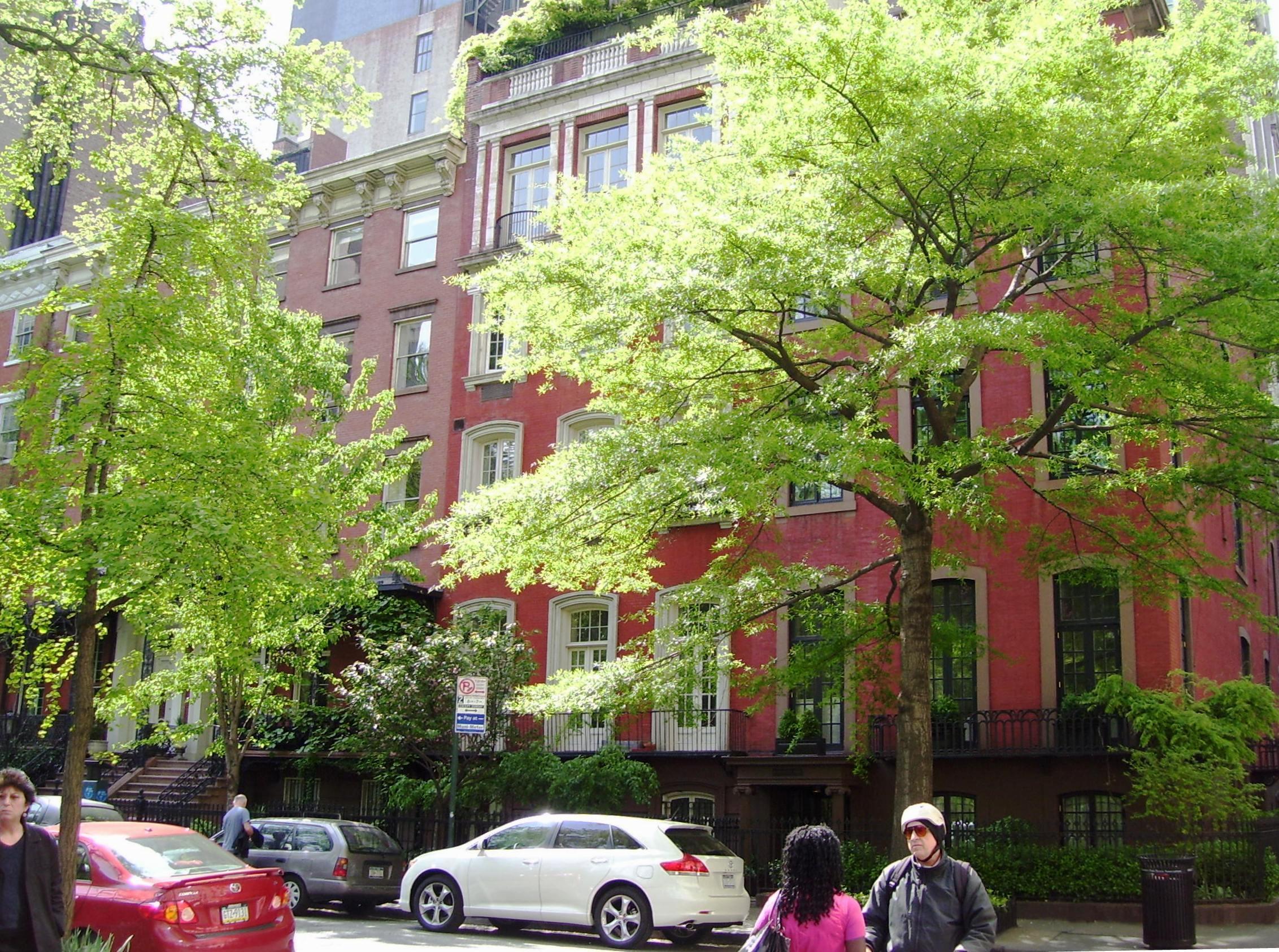
グラマシー・パークに臨むタウンハウス(1～4番地)
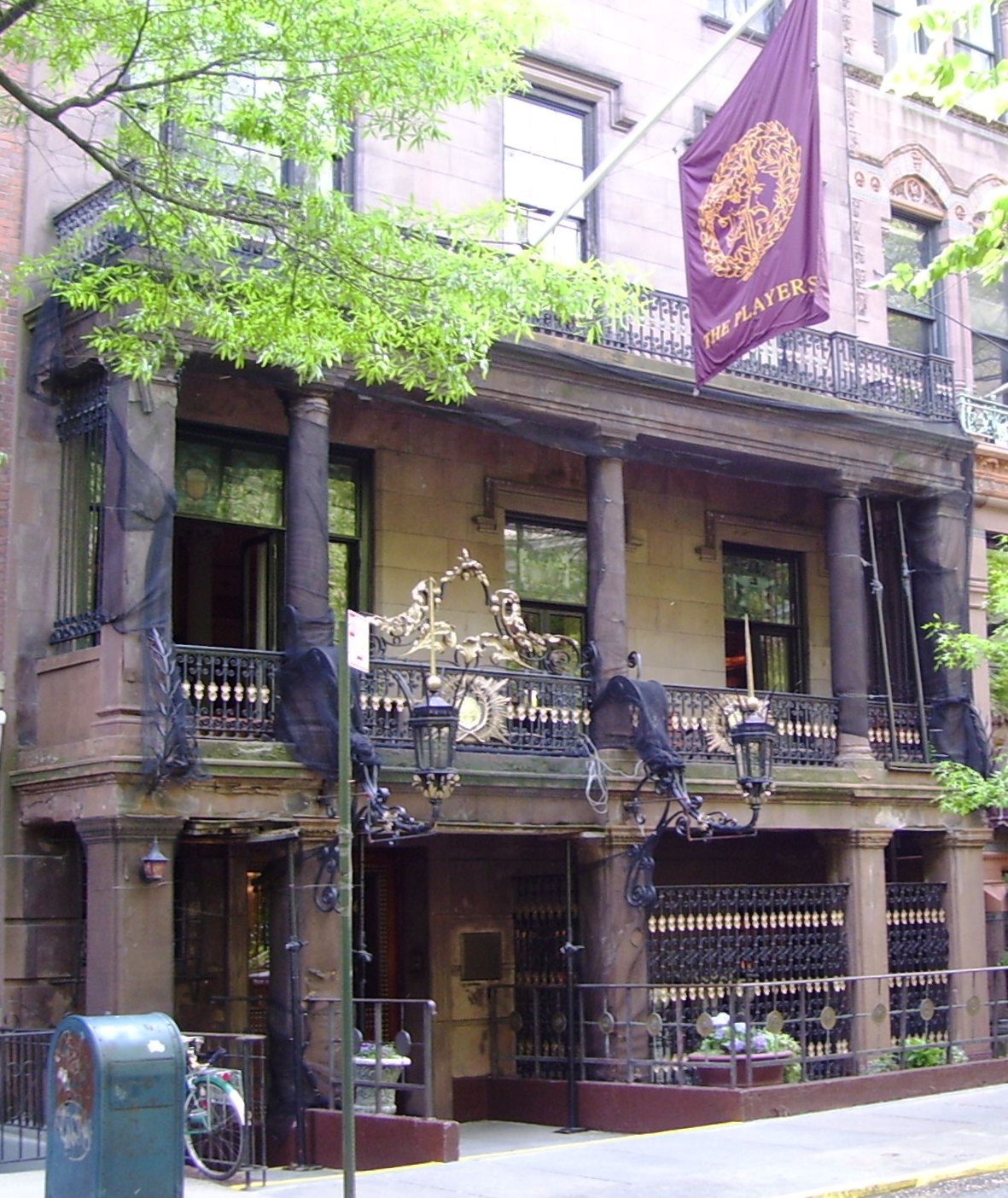
16番地、プレーヤーズ・クラブ
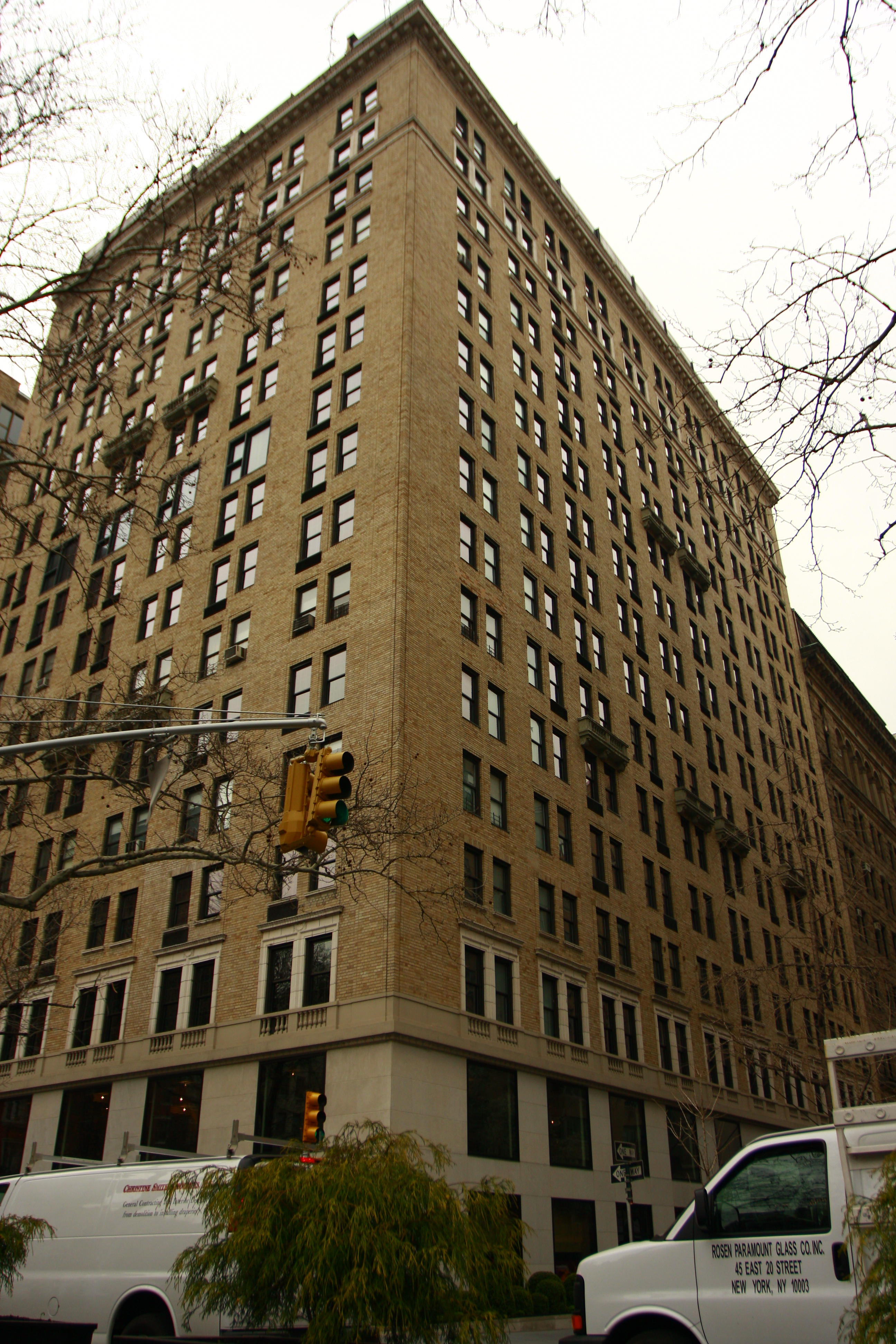
グラマシー・パーク・ホテル
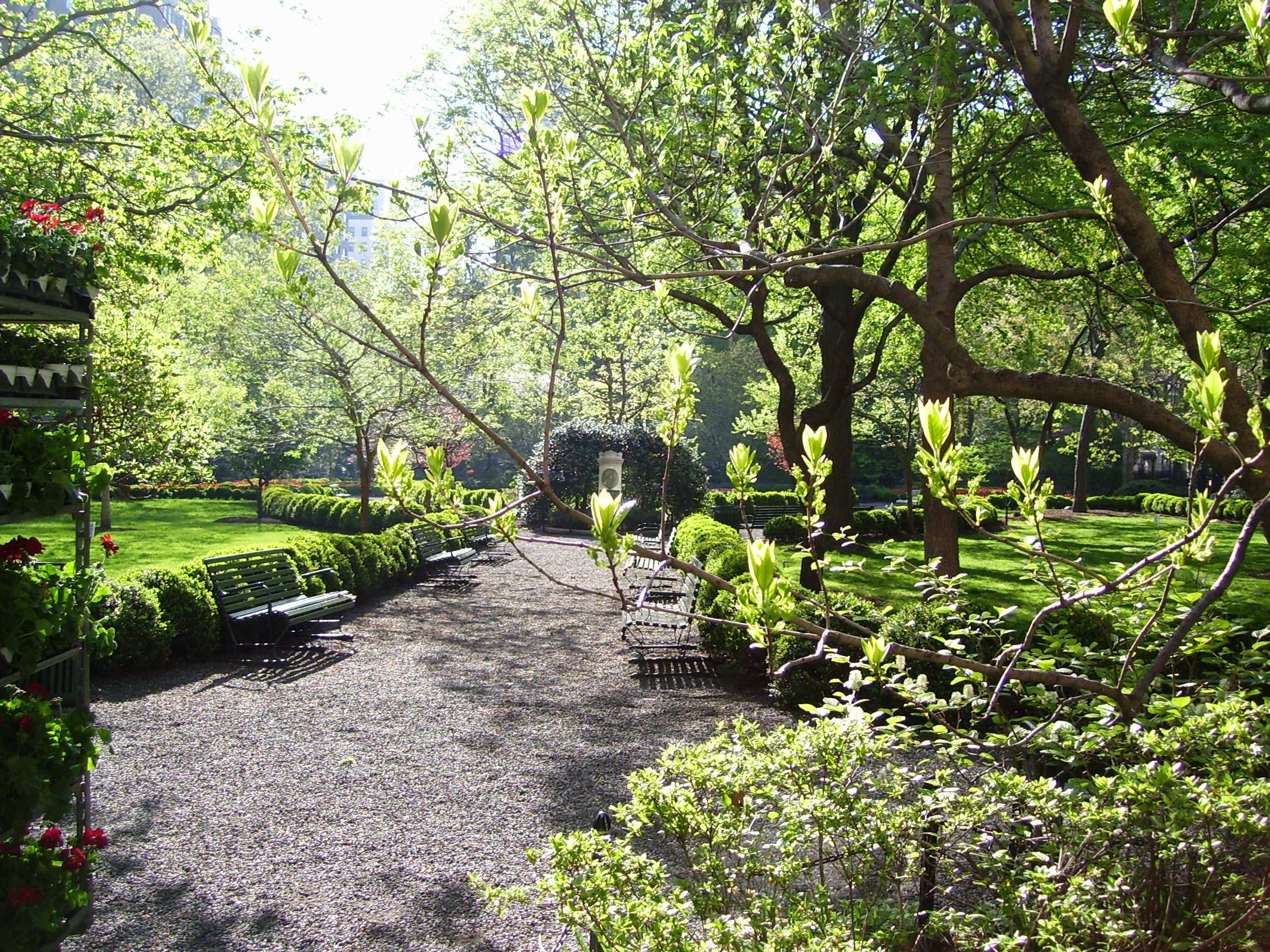
西門から見た公園内
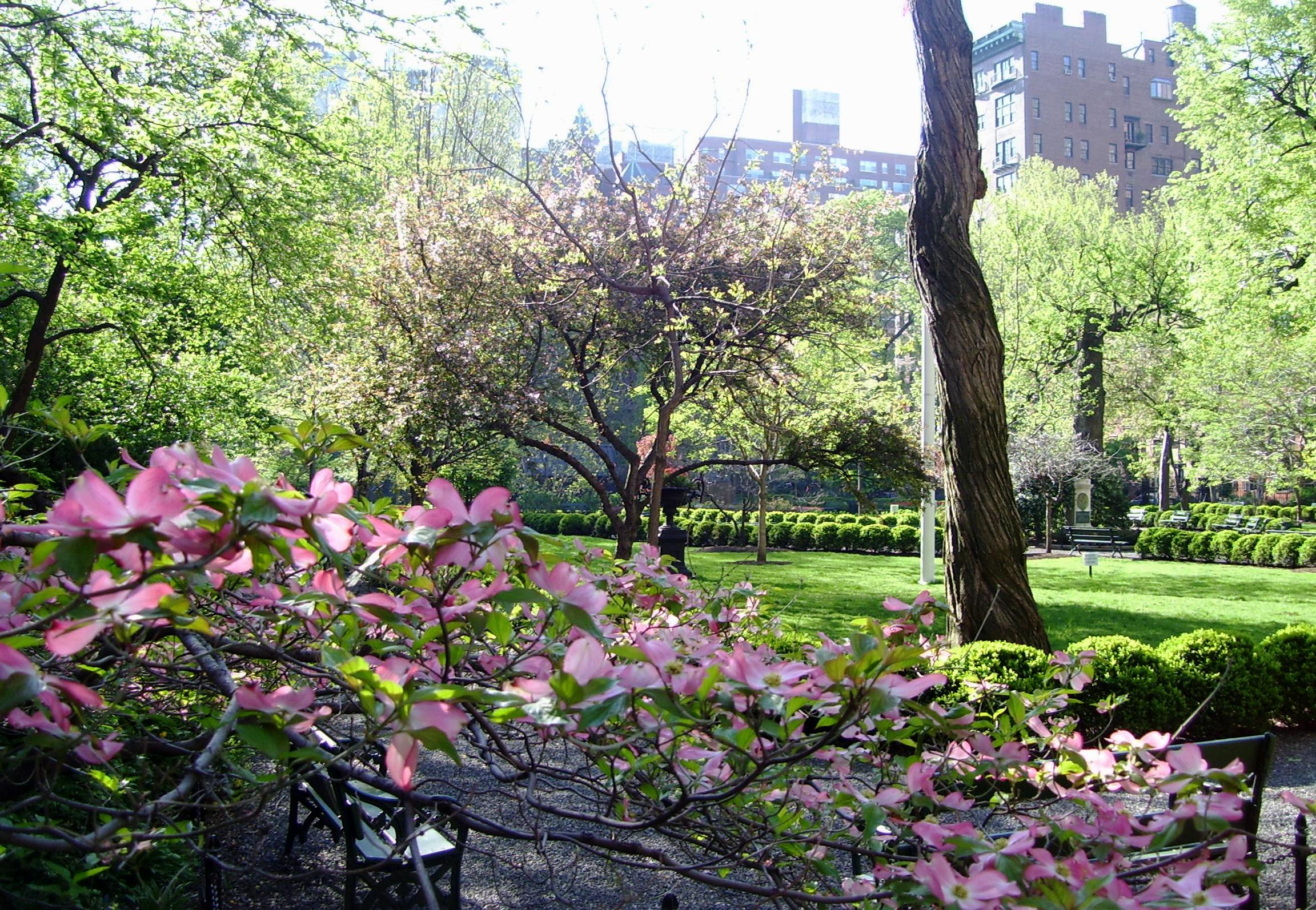
北西の角から見た公園内
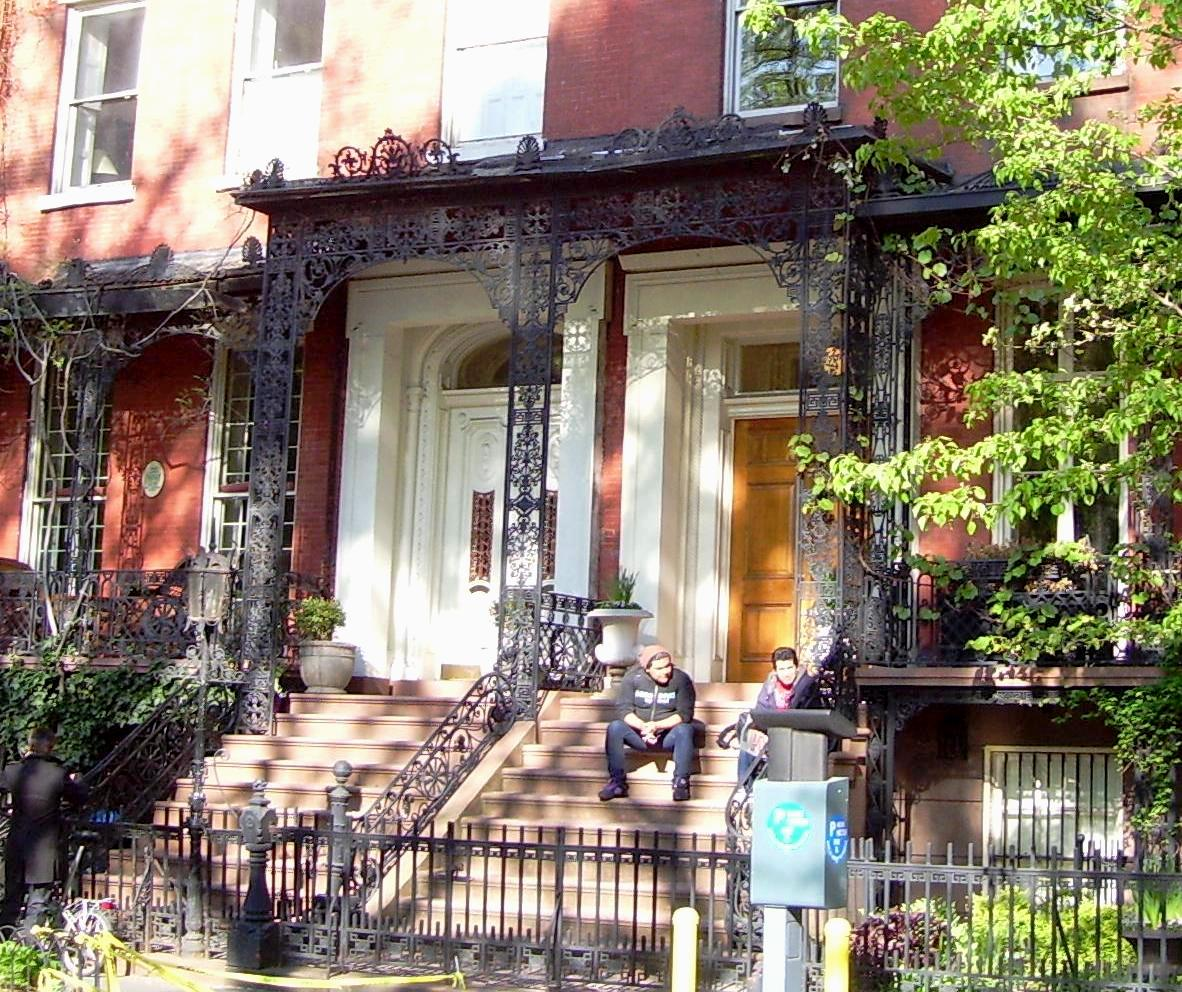
3番地、4番地の建物の入口
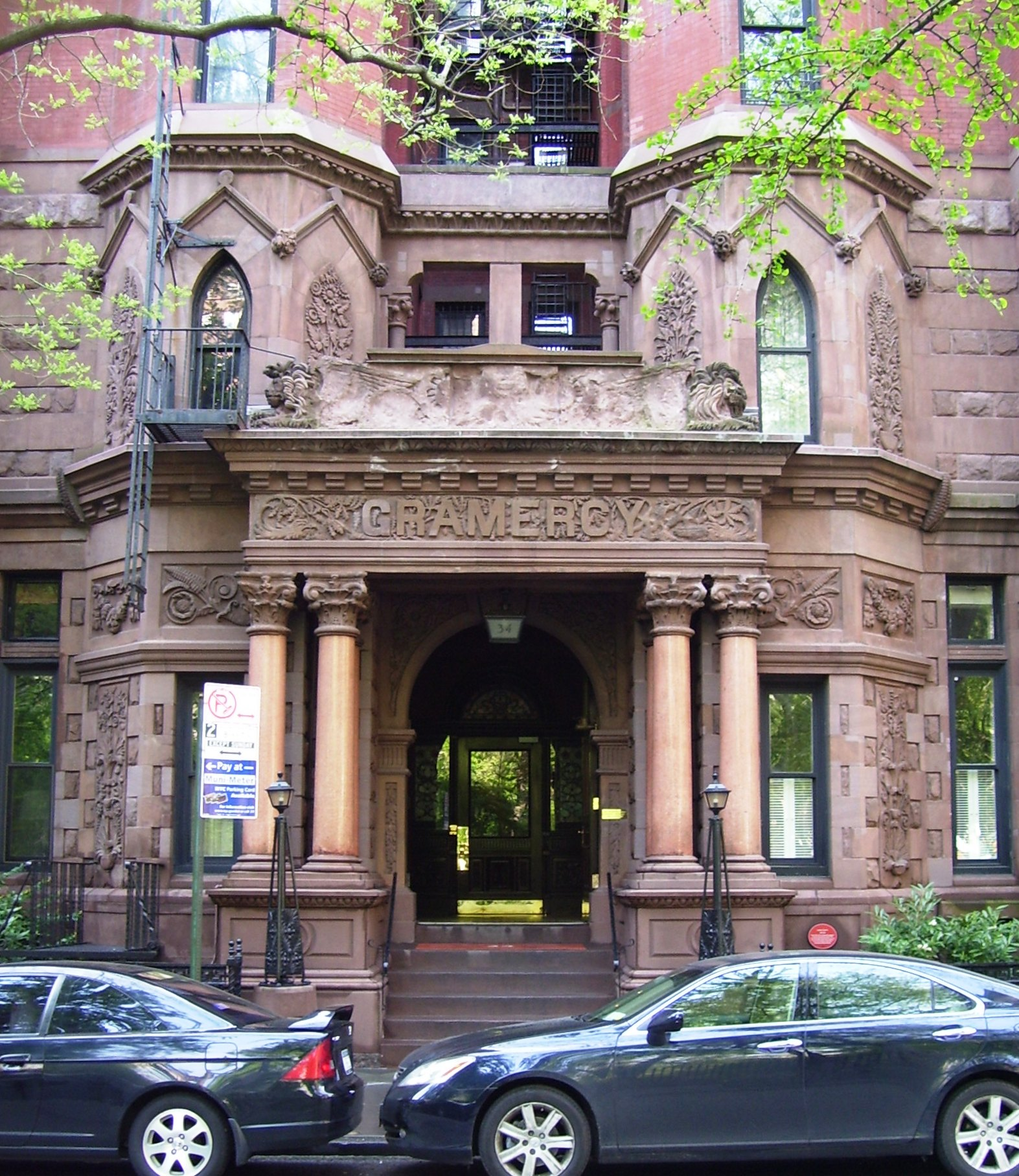
34番地の建物の入口
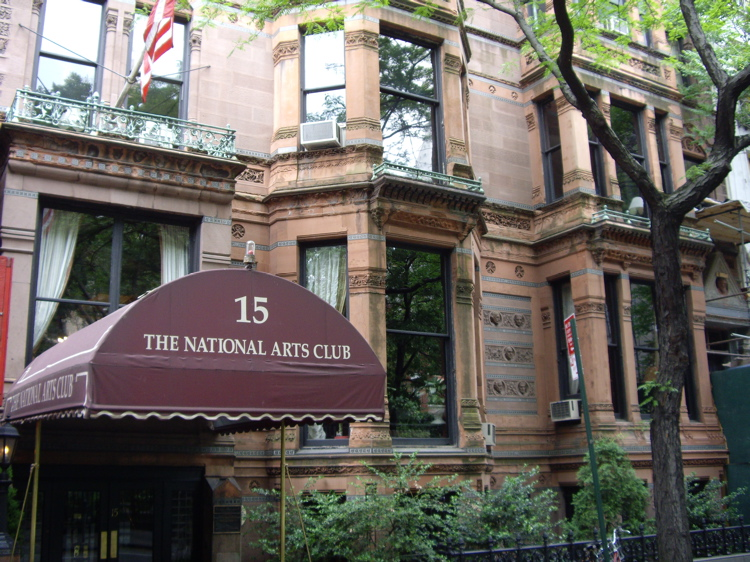
15番地、ナショナル・アーツ・クラブ
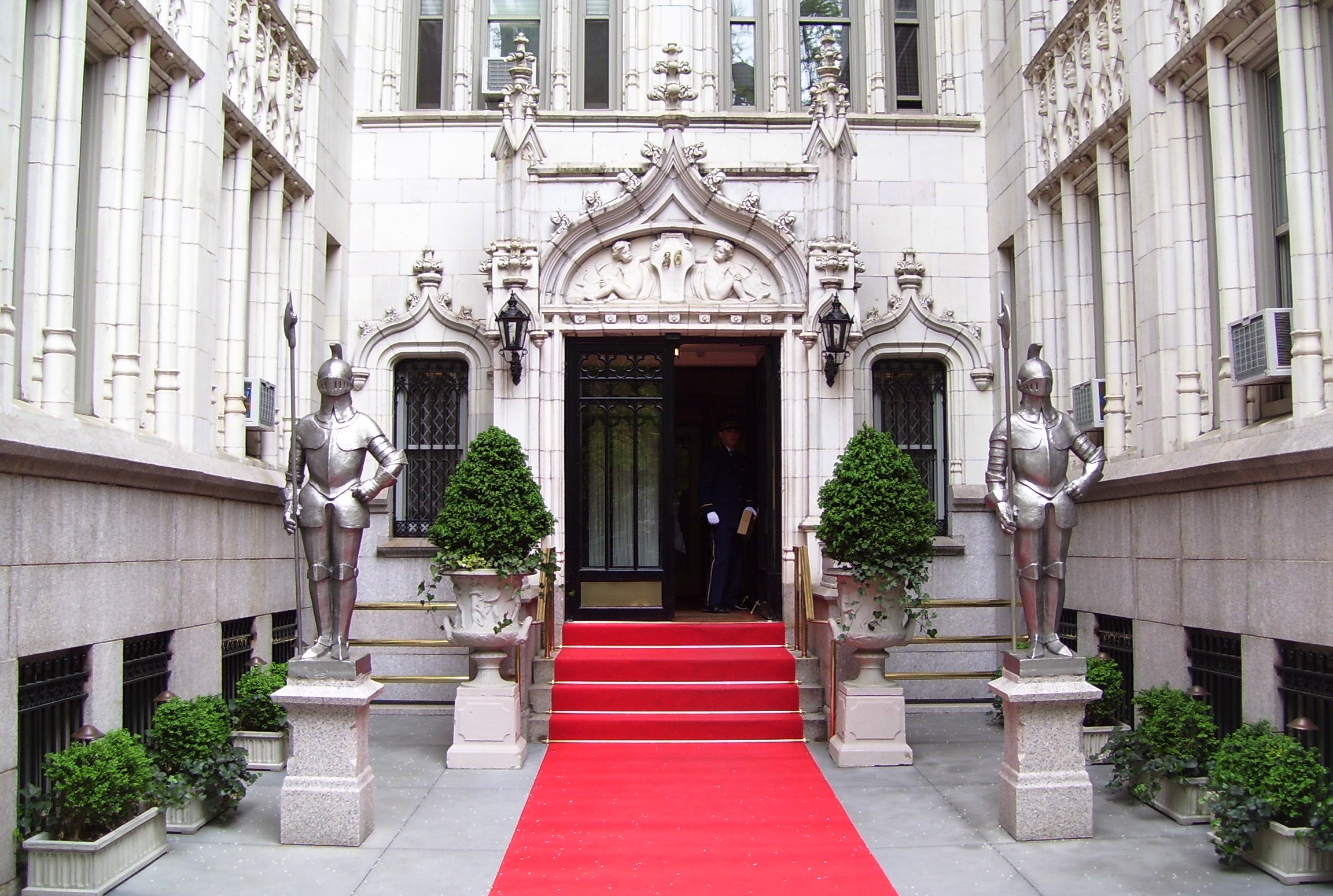
36番地のアパートの入口